# Kerrieae
Kerrieae es una tribu de plantas en la subfamilia Amygdaloideae perteneciente a la familia de las rosáceas. El género tipo es: Kerria DC.

## Géneros
Según Grun
- Coleogyne Torr.
- Kerria DC.
- Neviusia A. Gray
- Rhodotypos Siebold & Zucc

Según NCBI
- Coleogyne - Kerria - Neviusia - Rhodotypos[1][3]